# Tettmayer (herb szlachecki)

Herb

Tettmayer (Tetmayer, Tetmajer) – polski herb szlachecki, nadany w Galicji.

## Opis herbu
Opis zgodnie z klasycznymi regułami blazonowania:
Tarcza czwórdzielna w krzyż. W polu I złotym pół lwa błękitnego, w polu II błękitnym półpierścień złoty, w polu III błękitnym dolne pół pierścienia złotego, w polu IV złotym dolna połowa lwa błękitnego na murawie zielonej. W klejnocie pół lwa jak w godle. Labry błękitne, podbite złotem.

## Najwcześniejsze wzmianki
Nadany 21 marca 1794 Stanisławowi, Wojciechowi oraz Aleksandrowi Tettmayer, wraz z predykatem von Przerwa. Stanisław był sekretarzem Sądu Krajowego w Tarnowie, gdzie pracował od 1776 roku. Starania braci o nobilitację poparło Gubernium lwowskiego. Bracia następnie zostali wylegitymowani 10 czerwca 1795.